# Правиков, Дмитрий Александрович
Дмитрий Александрович Правиков (28 октября [16 октября] 1863 год — 1 февраля 1941 год) — русский военный деятель, генерал-майор Отдельного корпуса жандармов.

## Биография
В службу вступил в 1881 году после окончания Московского 2-го кадетского корпуса, в 1883 году после окончания Александровского военного училища по I разряду был произведён в подпоручики и выпущен в Московский 8-й гренадерский полк. В 1887 году произведён в поручики.
С 1890 года переведён в Отдельный корпус жандармов с назначением  адъютантом Тифлисского жандармского полицейского управления железных дорог. В 1891 году произведён в штабс-ротмистры. С 1892 года и.д. начальника отделений Козлово-Владикавказского жандармского полицейского управления железных дорог. С 1893 года ротмистр — начальник Козловского и Рязанско-Козловского отделения Рязанско-Уральского жандармского полицейского управления железных дорог. С 1898 года начальник Санкт-Петербургского отделения  Петербургско-Варшавского жандармского полицейского управления железных дорог. В 1902 году произведён в подполковники, с 1903 года — секретарь штаба Отдельного корпуса жандармов. В 1906 году произведён в полковники.
С 1907 года начальник Московско-Киевского жандармского полицейского управления железных дорог. С 1913 по 1916 годы — помощник начальника штаба, с 10 сентября по 30 ноября 1915 года врид начальника штаба  Отдельного корпуса жандармов. В 1915 году произведён в генерал-майоры.
В 1917 году уволен в отставку по болезни. После Октябрьской революции был участником Белого движения на Юге России в составе ВСЮР по ведомству министерства внутренних дел. Эвакуирован в 1920 году из Новороссийска.  В эмиграции во Франции. Умер в Аньере. В 1961 прах перенесен на кладбище Сен-Женевьев-де-Буа.

## Награды
Был награждён всеми наградами Российской империи вплоть до ордена Святого Станислава 1-й степени пожалованного ему 6 декабря 1915 года.